# 1200 Micrograms

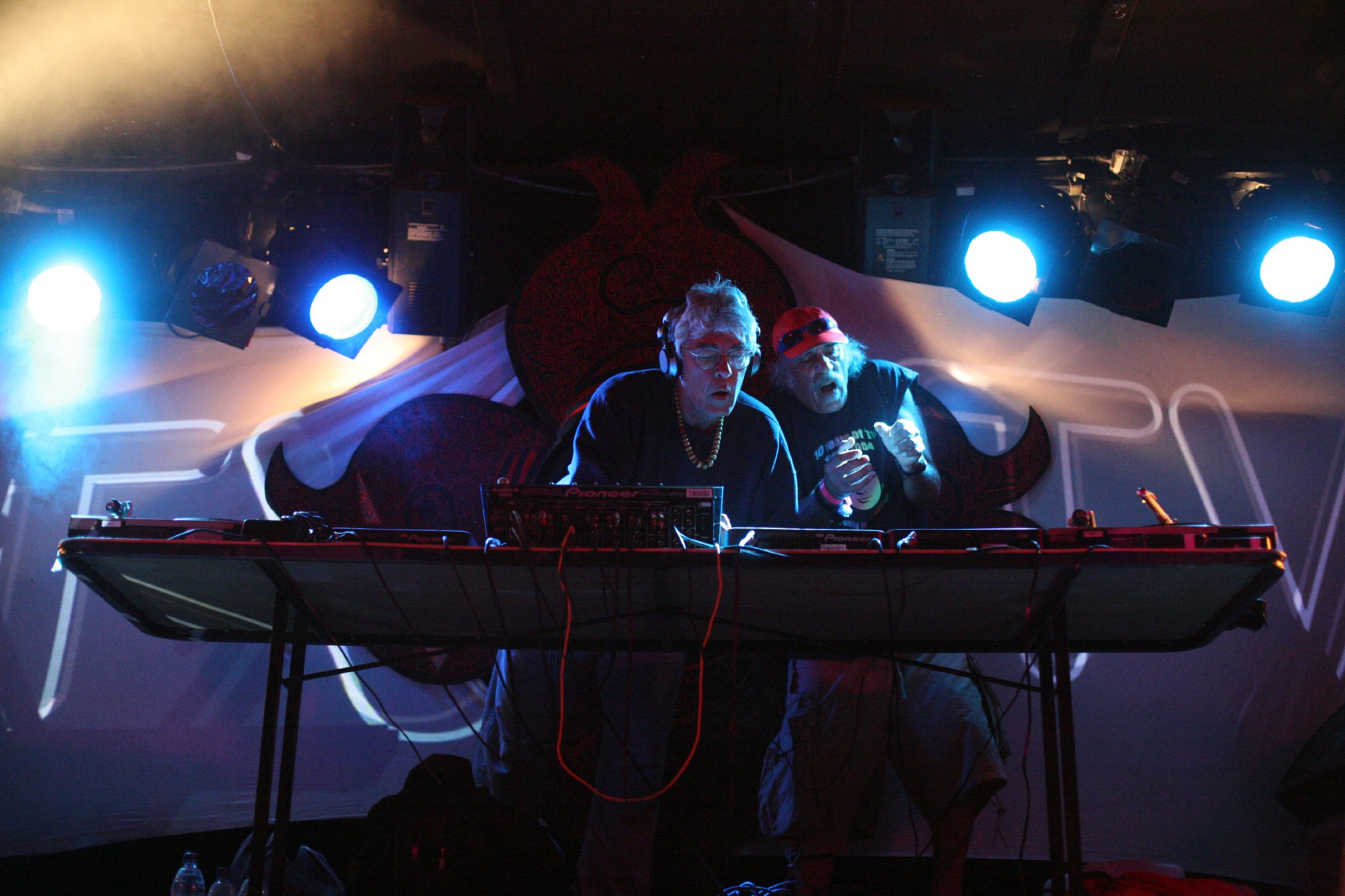
1200 Micrograms

1200 Micrograms (1200 Mics) is een psychedelische muziekgroep uit Ibiza. De leden zijn Riktam en Bansi (van GMS), Raja Ram en Chicago. De naam is ontstaan doordat Raja Ram onder invloed was van een dosis van 1200 µg lsd toen hij het eerste album van de groep maakte. Raja Ram zei tegen zijn vriend Paul Taylor: "God Paul I took 1200 micrograms!" Raja voelde een mentale versperring toen hij de track wilde afwerken en nam bijgevolg 1200 µg lsd om het afgewerkt te krijgen.
Voor het eerste album wilde Raja Ram muziek maken over de drugs waarvan hij onder invloed was op zijn favoriete plaatsen. Hun eerste album kwam uit, met 9 nummers: "Ayahuasca", "Hashish", "Mescaline", "LSD", "Marijuana", "Ecstasy", "Magic Mushrooms", "Salvia Divinorum" en "DMT". In dit album vinden we vele citaten van Terence McKenna en vele geluiden uit films zoals Fear and Loathing in Las Vegas. In 2003 werd er een videoclip gemaakt voor de track "Marijuana".
Hun tweede album, Heroes of the Imagination, werd gewijd aan uitvinders en wetenschappers, onder wie Leonardo da Vinci, Galileo Galilei, Michael Faraday, Albert Einstein, Charles Babbage, Albert Hofmann, Francis Crick, James Watson en Tim Berners-Lee.